# 小原電灯
小原電灯株式会社（旧字体：小原電燈株式會社󠄁、おばらでんとう かぶしきがいしゃ）は、大正末期から昭和戦前期にかけて愛知県西加茂郡小原村（現・豊田市小原地区）に存在した電力会社である。
1921年（大正10年）に設立。翌年開業し、一貫して小原村ならびに西隣の西加茂郡藤岡町（現・豊田市藤岡地区）への電気供給を担った。1938年（昭和13年）に東邦電力へと事業譲渡の上解散した。

## 歴史
1897年（明治30年）、岡崎市にて、後に西三河を代表する電力会社へと発展する岡崎電灯（後の中部電力〈岡崎〉）が愛知県下3番目の電気事業者として開業した。岡崎から30キロメートル以上北へ離れた山間部の西加茂郡小原村では、5年後の1902年（明治35年）7月、岡崎電灯関係者が別途設立した三河電力（後の東海電気）によって小原発電所（現・川下発電所）という水力発電所が完成する。所在地は小原村大字川下（現・豊田市川下町）で、矢作川支流田代川を用いている。
こうして小原村には早い時期に発電所が完成したが、小原発電所の電力は瀬戸や名古屋へと送電され、地元小原村への配電は長くなされないままであった。そこで小原村にも電灯をつけるべく、大坂（現・豊田市大坂町）で酒造業を営む二村保次が中心となって1919年（大正8年）3月水力発電計画が立案される。当初の計画では、村の南西部にあたる北篠平・大坂・喜佐平・西萩平・大草の5大字による共同自家発電という形式で事業化する方針であったが、これを拡大して株式会社組織とする運びとなった。その結果発足したのが小原電灯株式会社であり、1921年（大正10年）11月29日付で会社設立をみた。資本金は10万円（うち2万5000円払込）で、小原村大字大坂に所在。同地の二村保次が代表を務める。
名古屋逓信局の資料によると、小原電灯は1921年6月13日付で電気事業許可を得て翌1922年（大正11年）9月12日付で開業した。電源となる水力発電所は北篠平地区、矢作川支流犬伏川に完成（北篠平発電所・出力52キロワット）。開業とともに発電所から先に挙げた5地区を含む村内西部の計11大字への配電が始まった。また起業に西加茂郡藤岡村（現・豊田市藤岡地区）の住民も関係していたことから、藤岡村側でも開業と同時に御作・大岩・三箇の3大字で配電が開始されている。以後、小原・藤岡両村では小原電灯による配電工事が数年かけて順次進んでいった。
1924年（大正13年）11月、小原電灯では岡崎電灯からの受電を開始した。1935年時点での受電高（この段階では後身・中部電力からの受電）は自社発電力よりも大きい63キロワットに及ぶ。小原電灯ではこの購入電力を廃止して料金値下げや経営合理化を期するべく1937年（昭和12年）に第二発電所の新設計画を立案した。ところがこの当時すなわち1930年代後半は、日本発送電設立へと至る電力国家管理の流れの中で小規模事業者の整理・統合が国策と定められ、全国的に事業統合が活発化している時期であった。中京・九州地方を地盤とする大手電力会社の東邦電力（1937年8月に中部電力〈岡崎〉を合併）も国策に応じて小規模事業者の統合を積極的に実施しており、小原電灯もその統合対象とされ、第二発電所建設は実現に至らなかった。
小原電灯から東邦電力への事業譲渡は1938年（昭和13年）4月1日付で実施に移された。譲渡時における小原電灯の資本金は10万円（全額払込済み）、社長は二村保次。また供給成績は電灯供給が需要家数1,558戸・灯数3,493灯、電力供給が43.4キロワット、電熱その他供給が3.7キロワットであった（いずれも1937年末時点）。登記によると小原電灯は事業譲渡期日3日前の1938年3月29日付で会社を解散している。翌1939年（昭和14年）4月26日付で清算事務も結了した。

## 発電所
小原電灯が運転していた発電所は北篠平発電所という。所在地は西加茂郡小原村大字北篠平（現・豊田市北篠平町）で、矢作川支流の犬伏川から取水する。
逓信省の資料によると、犬伏川からの取水（使用水量）は0.334立方メートル毎秒で、21.5メートルの有効落差を得て、電業社製フロンタル型（前口型）水車および芝浦製作所製三相交流発電機各1台にて最大52キロワットを発電する（数字は1937年時点）。なお発電所出力は東邦電力譲渡後の1938年（昭和13年）9月に50キロワットへと引き下げられている。
東邦電力への事業譲渡に続いて、北篠平発電所は1942年（昭和17年）4月配電統制令に従って供給区域とともに中部配電へと移管される。次いで戦後の1951年（昭和26年）の電気事業再編成で中部電力に継承されるが、1959年（昭和34年）8月に廃止され現存しない。

## 電気利用組合との関係
小原電灯が許可を得ていた供給区域は、藤岡村の一円と小原村のうち大字東市野々・小・川下以外の地域であった（1922年末時点）。
区域外地域は小原村大字東市野々・小（どちらも現・豊田市東郷町）が岐阜県側の中部電力（多治見）の供給区域、大字川下が小原発電所を譲り受けた岡崎電灯の供給区域（1921年6月より）にあたる。両社ともに1930年中部電力（岡崎）へ統合。
小原電灯の供給区域とされる地域でも、同社による配電がなされない地域が存在した。小原村では村内北部・東部の地域が該当し、会社側が工事費の住民負担割合や採算性の面で供給を始めなかったことから、住民側が電気利用組合という産業組合を立ち上げて岐阜県側事業者からの受電を元に配電するという形で点灯していた。藤岡村でも小原村から離れた地域に電気利用組合があり、小原電灯からの受電ないし自家発電を電源に点灯している。名古屋逓信局の資料に見える、1935年時点での両村内の電気利用組合は以下の8つであった。
| 組合名                   | 使用認可 | 使用区域                       | 原動力   |
| ------------------------ | -------- | ------------------------------ | -------- |
| 北栄電気利用組合         | 1925年   | 小原村雑敷ほか8大字            | 受電     |
| 四字信用販売購買利用組合 | 1925年   | 小原村岩下・西丹波・平岩・苅萱 | 受電     |
| 小原東部電気利用組合     | 1925年   | 小原村榑俣・平畑               | 受電     |
| 川口電気利用組合         | 1925年   | 藤岡村上川口・下川口           | 受電     |
| 北一色電気利用組合       | 1925年   | 藤岡村北一色                   | 自家水力 |
| 折平電気利用組合         | 1926年   | 藤岡村折平                     | 受電     |
| 深田電気利用組合         | 1923年   | 藤岡村深見・田茂平             | 自家水力 |
| 西中山信用購買利用組合   | 1926年   | 藤岡村西中山                   | 受電     |

このうち藤岡村北一色・深見・田茂平・西中山の4大字では戦後も組合による供給が継続され、電力会社（この段階では中部電力）による一般供給へと転換されるのは1957年（昭和32年）4月のことであった。